# Victoria-Ștefania Petreanu
Victoria-Ștefania Petreanu, née le 21 janvier 2003 à Constanța, est une rameuse d'aviron roumaine qui évolue au poste de barreur du huit roumain.

## Carrière
Elle est championne du monde lors des mondiaux de 2022 à Račice et des mondiaux de 2023 à Belgrade. Elle est également médaillée d'or lors des championnats d'Europe de 2023 et 2024.
L'équipage roumain participe aux jeux olympiques de 2024 à Paris et elles remportent assez facilement le titre olympique, Petreanu n'a alors que 21 ans.